# Mamma (pel·lícula)
Mamma és una pel·lícula sueca del 1982 amb guió i direcció de Suzanne Osten. És un dels títols del llibre Tusen svenska klassiker (2009).

## Argument
La pel·lícula tracta sobre la jove crítica de cinema Gerd, que somia amb entrevistar actors com Jean Gabin i Jean-Louis Barrault i un dia dirigir la seva pròpia pel·lícula.

## Producció
La pel·lícula va suposar el debut de Suzanne Osten i és fins a cert punt autobiogràfica. Va guanyar un Guldbagge a la Millor actriu (Malin Ek).

## Repartiment
- Malin Ek - Gerd
- Birgit Cullberg - Gerd som gammal
- Ida-Lotta Backman - Steffin Porquettas
- Iwa Boman - Barbro
- Hans V. Engström - Jan
- Kerstin Eriksson - Armélotta

## Biografia
- Gradvall, Jan, Nordström, Björn, Nordström, Ulf, Rabe, Annina. Tusen svenska klassiker: böcker, filmer, skivor, tv-program från 1956 till i dag.  Stockholm: Norstedt, 2009. ISBN 978-91-1-301717-4.